# Richard Bourke
Richard Bourke (født 4. maj 1777 i Dublin – 13. august 1855 i Limerick) var en britisk general og guvernør i kolonien New South Wales i Australien mellem 1831 og 1837.
Bourke blev født i Dublin i Irland og uddannede sig ved Westminster. Han studerede jura ved Christ Church College i Oxford. Han sluttede sig til hæren i 1798 og tjente i de forenede Nederlande sammen med hertugen af York før han blev sendt til Sydamerika i 1807, hvor han deltog i belejringen af og stormen på Montevideo. Han blev forfremmet til generalmajor i 1821.
Som anerkendelse for hans tjeneste for kronen blev Bourke først udnævnt til stedfortrædende guvernør i Kapkoloniens østlige distrikt, før han efterfulgte Ralph Darling som guvernør i New South Wales i 1831. Bourke viste sig at være en dygtig, men kontroversiel guvernør. Han var forfærdet over de overdrevne straffe, som blev givet til straffefangerne og udstedte magistratsloven, som begrænsede den straf, som en magistrat kunne give, til 50 piskeslag. Tidligere var der ingen grænser. Rasende magistrater og arbejdsgivere henvendte sig til regeringen for at protestere mod denne indblanding i deres lovmæssige rettigheder af frygt for, at en reduktion i straffene ville føre til mindre respekt hos straffefangerne.
Men Bourke fortsatte med at skabe kontroverser inden for kolonien ved at bekæmpe umenneskelig behandling af straffefangerne. Han begrænsede antallet af straffefanger, som hver arbejdsgiver kunne have, til 70. Han gav også rettigheder til frisatte straffefanger som at tillade dem at skaffe sig ejendom og være nævninger. Det er blevet hævdet, at afskaffelsen af straffetransporten til Australien i 1840 kan tillægges Bourkes handlinger.
Bourke blev modigere gennem disse ændringer og afskaffede den anglikanske kirkes status som statskirke i New South Wales. Han erklærede, at alle religiøse samfund var lige for loven. Han øgede også tilskuddene til uddannelse og fik anerkendelse for at være den første guvernør, der offentliggjorde regnskaberne over de offentlige indtægter og udgifter.
Han blev forfremmet til generalløjtnant i 1837, samme år som han opkaldte byen Melbourne efter Storbritanniens premierminister. Bourke Street i Melbournes centrale forretningsdistrikt og byen Bourke i New South Wales blev opkaldt efter ham. Der er en statue af Bourke uden for statsbiblioteket til New South Wales i Sydney, som beretter om hans bedrifter som guvernør. 
Han blev forfremmet til general i 1851 og døde nær Limerick i Irland i 1855.